# Герцог Сольферино

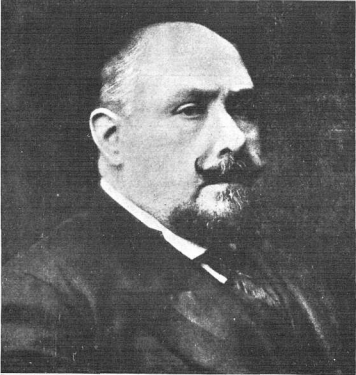
Мануэль Мария де Льянса и Пиньятелли де Арагон, 10-й герцог де Сольферино (1828—1927)

Герцог де Сольферино — испанский дворянский титул. Он был создан 21 декабря 1717 года королем Филиппом V для Франсиско Гонзага и Пико де ла Мирандола.
Франсиско Гонзага и Пико де ла Мирандола был сыном Франсиско Гонзага (1648—1725), 3-го принца ди Кастильоне, и Лоры Пико де ла Мирандола (1660—1720).
Название герцогского титула происходит от названия города Сольферино, провинция Мантуя, регион Ломбардия, Северная Италия.

## Герцоги де Сольферино
|                            | Титул | Период                     |
| Креация создана Филиппом V | Креация создана Филиппом V | Креация создана Филиппом V |
| -------------------------- | --- | -------------------------- |
| I                          | Франсиско Гонзага и Пико де ла Мирандола, 1-й герцог де Сольферино (8 мая 1684 — 6 февраля 1758), второй сын Фернандо Гонзага, 3-го принца де Кастильоне (1648—1723) | 1717-1758                  |
| II                         | Мария Луиза Гонзага и Караччоло, 2-я герцогиня де Сольферино (22 июня 1726 — 12 октября 1773), старшая дочь предыдущего | 1758-1773                  |
| III                        | Хосе Мария Пиньятелли де Арагон и Гонзага, 3-й герцог де Сольферино (19 апреля 1744 — 27 марта 1774), старший сын предыдущей и Хоакина Анастасио Пиньятелли де Арагона и Монкайо, 5-го маркиза де Мора (1724—1776)                                                                       | 1773-1774                  |
| IV                         | Луис Антонио Пиньятелли де Арагон и Гонзага, 4-й герцог де Сольферино, 6-й маркиз де Коскохуэла (23 января 1749 — 8 октября 1801), четвёртый сын Хоакина Анастасио Пиньятелли де Арагона и Монкайо, 5-го маркиза де Мора (1724—1776), и Марии Луизы Гонзага, 2-й герцогини де Сольферино | 1774-1801                  |
| V                          | Армандо Луис Пиньятелли де Арагон и Пиньятелли, 5-й герцог де Сольферино, 7-й маркиз де Коскохуэла (28 сентября 1770 — 6 марта 1809), старший сын предыдущего | 1802-1809                  |
| VI                         | Хуан Доминго Пиньятелли де Арагон и Гонзага, 6-й герцог де Сольферино, 9-й маркиз де Коскохуэла (22 января 1757 — 15 февраля 1819), младший сын Хоакина Анастасио Пиньятелли де Арагона и Монкайо, 5-го маркиза де Мора (1724—1776), и Марии Луизы Гонзага, 2-й герцогини де Сольферино  | 1816-1819                  |
| VII                        | Хуан Мария Пиньятелли де Арагон и Уолл, 7-й герцог де Сольферино, граф де Фуэнтес и дель Кастильо де Сентельес, маркиз де Мора и де Коскохуэла (29 апреля 1799 — 3 ноября 1823), старший сын предыдущего                                                                                 | 1819-1823                  |
| VIII                       | Хуан Баутиста Пиньятелли де Арагон и Бельонио, 8-й герцог де Сольферино, граф де Фуэнтес, 11-й маркиз де Коскохуэла (1823—1824), единственный сын предыдущего | 1823-1824                  |
| IX                         | Мария де ла Консепсьон Пиньятелли де Арагон и Бельонио, 9-я герцогиня де Сольферино, маркиза де Мора, 12-я маркиза де Коскохуэла (15 июня 1824 — 23 июня 1858), младшая сестра предыдущего                                                                                               | 1847-1858                  |
| X                          | Мануэль Мария де Льянза и Пиньятелли де Арагон, 10-й герцог де Сольферино, 10-й граф де Кастильо де Сунтельес, 13-й маркиз де Коскохуэла (25 января 1857 — 18 июля 1927), единственный сын предыдущей и Бенито де Льянза и де Эскивеля (1822—1863)                                       | 1868-1927                  |
| XI                         | Луис Гонзага де Льянза и Бобадилья, 11-й герцог де Сольферино, 14-й маркиз де Коскохуэла (3 ноября 1884— 28 декабря 1970), старший сын предыдущего | 1928-1971                  |
| XII                        | Карлос Луис де Льянза и де Домек, 12-й герцог де Сольферино, 4-й герцог де Монтельон (род. 12 января 1939), единственный сын Карлоса де Льянзы и Альберта, 3-го герцога де Монтелеона (1914—1968), старшего сына предыдущего                                                             | 1971 — настоящее время     |